# Gheorghi Cantacuzino
Cneazul (Prințul)  Gheorghi Cantacuzino (în rusă Георгий Григорович Кантакузен, transliterat: Gheorghi Cantacuzen, n. 17 septembrie 1849 – d. 20 septembrie 1899, Chișinău, Imperiul Rus) a fost un militar țarist rus, originar din Basarabia.

## Biografie
Născut în Basarabia, acesta provenea din ramura basarabeană a Familiei Cantacuzino. În calitate de militar, pe parcursul vieții a deținut posturile de locotenent (din 1873), căpitan de stat major (din 1874), șef al departamentelor de jandarmerie din Kaunas și Riazan, comandant de companie (din 1883), locotenent-colonel (din 1890), șef de zemstvo al districtului 1 al județului Bălți din gubernia Basarabiei (din 1892). A fost distins cu Ordinul „Sfânta Ana” de gradul al III-lea.
A fost tatăl lui Vladimir Cantacuzino, general rus, eroul al Primului Război Mondial.